# Tillandsia polzii
Tillandsia polzii är en gräsväxtart som beskrevs av Renate Ehlers. Tillandsia polzii ingår i släktet Tillandsia och familjen Bromeliaceae. Inga underarter finns listade i Catalogue of Life.